# 廁所的神明
《廁所的神明》（也有译作“厕所女神”）是日本女性創作歌手植村花菜的第十張單曲，於2010年11月24日發行，是植村花菜的成名作和代表歌曲。為紀念懷念已故外祖母的感人歌曲，獲得大眾的強烈支持，及後衍生出同名小說、繪本、電視劇等作品。

## 簡介
《廁所的神明》原是收錄在植村花菜通算第五張的迷你專輯《我的碎片》（2010年3月10日）中的一首曲目，以對已故祖母的懷念作為主題，回憶了自己從小學三年級（8歲）到23歲的親身經歷——植村花菜從8歲起就跟隨祖母一起生活，經常幫助祖母打掃衛生。但是卻很不願意打掃廁所，祖母就對她說「廁所裡住著一個非常漂亮的女神，只要每天把廁所打掃乾淨，長大後就能成為像女神那樣漂亮的女人。」深信祖母的花菜於是每天都很認真地打掃廁所。花菜逐漸長大後，與祖母的矛盾增多，結交男朋友後甚至離家出走。回來之後祖母已經病重住院，花菜很想像以前那樣大聲對祖母說「我回來了」，卻難以開口，就在說完「我回來了」之後的第二天，祖母就與世長辭。
2010年2月，TOKYO FM的一個月期限廣播節目《TOKYO FM MONTHLY SPECIAL 植村花菜～廁所的神明》播放了4次這首歌，引起強烈的迴響和話題，隨後眾多其它的廣播節目也紛紛播放這首歌。
上海世界博覽會期間，植村曾到日本產業館舉行自己首個個人海外演唱會，演唱這首歌時很多世博會的遊客都不禁落淚。植村在上海還表示要努力爭取出席年底的NHK紅白歌合戰。
2010年11月24日歌曲單曲化發售，並隨即獲得第52回日本唱片大賞的優秀歌曲賞（即最高賞提名）和作詞賞等重要的音樂獎項。
歌曲總長度近10分鐘（迷你專輯版和單曲版都是9分52秒），如此長的長度一般並不適合在很多音樂節目上演出。但植村不願意為了迎合音樂節目而演唱簡短版，每次被邀請上音樂節目幾乎都堅持唱完整首歌，因為如果簡短化會破壞歌曲的完整性和世界觀。不過2010年年底被邀請上NHK紅白歌合戰（第61回）演唱這首歌，植村的夢想終於實現；植村為紅白演出作出部分妥協，省略了部分歌詞，將間奏縮短，從而將歌曲簡短為約8分鐘。
由於唱片大賞和紅白歌合戰等年底音樂特別節目的效應，《廁所的神明》在2010年—2011年跨年期間人氣急升。在1月4日植村28歲生日前夕，《廁所的神明》一舉獲得四個大型音樂下載網站的全曲下載冠軍。更在跨年週獲得Oricon公信榜冠軍，是植村首個Oricon週間冠軍。雖然該週1.1萬張的週間銷量刷新了冠軍單曲的最低週間銷量，但《廁所的神明》已是發售後的第6週，而且也是Oricon取消了原有的年底年初雙週合計的結果。是自秋元順子的《愛的原貌…》約兩年以來首張不是首週奪冠的單曲，也是自關西傑尼斯8的《浪花伊呂波節》6年零3個月以來首張上一週不在前十位而躍升至首位的單曲（第15位→第1位）
連續兩週佔據Oricon冠軍位置，是自Mr.Children的《HANABI》2年零4個月以來首張能夠兩週連續冠軍的單曲；也是自森山直太朗的《櫻花》7年零8個月以來首張發售超過一個月還能夠兩週連續冠軍的單曲。

## 製作人員
- 作詞：植村花菜、山田ひろし（日语：山田ひろし）
- 作曲：植村花菜
- 編曲：寺岡呼人（日语：寺岡呼人）
- 弦樂編曲：篠崎正嗣（日语：篠崎正嗣）

## 榮譽
- 日本有線大賞有線音樂優秀賞、特別賞
- BEST HIT歌謠祭GOLD ARTIST賞
- 日本唱片大賞優秀作品賞、作詞賞
- 盛開的花賞音樂部門

## 衍生作品

### 小說
植村花菜所著，2010年7月9日由寶島社發行的同名小說，講述植村自身經歷的自傳類小說。由於巨大的紅白效用，小說在2011年1月銷量大幅上升，已經一舉突破23萬本。

### 繪本
根據上述植村所著的同名小說編成的同名繪本，2010年9月3日由講談社發行。作畫由繪本作家擔當。

### 電視劇
2011年1月5日的21:00—22:58（JST），每日放送（MBS）製作，TBS系列、MBS開局60週年紀念的特別電視劇《廁所的神明》播放。主人公花菜的幼年少年期由芦田愛菜飾演，長大後由北乃紀伊飾演；祖母由岩下志麻飾演。

#### 主要演員
- 植村花菜（洋子的三女）：芦田愛菜（幼年少年期）／北乃紀伊（長大後）
- 大介（花菜的男友）：三浦翔平
- 植村桃子（洋子的長女） - 福田雅（幼年少年期）／松永京子（長大後）
- 植村光生（洋子的長子） - 堀江紀成（幼年少年期）／尾上寬之（長大後）
- 植村美緒（洋子的次女） - 八木優希（幼年少年期）／山內明日（長大後）
- 澤田義男（洋子的前夫；桃子、光生、美緒、花菜的父親） - 德井優
- 濱田麻里
- 中島廣子
- 中西良太
- 內場勝則：吉本新喜劇的VTR演出（劇中作為八百屋夫婦出現）
- 未知泰會：吉本新喜劇的VTR演出（劇中作為八百屋夫婦出現）
- 芦屋小雁
- 植村駿二（花菜他們的祖父）：小林稔侍
- 植村洋子（花菜他們的母親）：夏川結衣
- 植村和嘉（花菜他們的祖母）：岩下志麻
- 老爺爺、老奶奶（因欠錢而逃亡的老夫婦，曾在花菜家住過半年左右）：

#### 製作人員
- 脚本：
- 音樂：千住明
- 製作人：八木康夫（TBS）／竹園元、龜井弘明（MBS）
- 演出：竹園元（MBS）
- 技術協力：關西東通、Archery Production、Sound Ace Production、Aska Productions、東通Lighting、放送映畫製作所
- 美術協力：、毎日舞台、藤貴園藝、高津商會、京阪商會、松竹衣裳、TOCO 翔
- 車輛：WITH YOU
- 音樂協力：日音
- 音源協力：NHK
- 吉他指導：、西田博
- 醫療指導：岸本正文
- 協力：神戶電影工作室、大阪舞蹈演藝專門學校、環球塔京阪酒店
- 外景協力：兵庫外景支援網、川西市、和歌山市觀光課、兵庫縣立西宮高校、大阪府立上方演藝資料館、和歌山巴士、阪急巴士　等
- 製作協力：MBS企劃
- 製作著作：毎日放送

#### 收視率
- 9.8%

## 外部連結
- YouTube上的廁所女神(附中文字幕)／ 植村花菜
- YouTube上的トイレの神様／植村花菜
- 植村花菜 官方網站
- 毎日放送《廁所的神明》 （页面存档备份，存于）
- TBS《廁所的神明》（页面存档备份，存于）